# Cristal (álbum de Ala dos Namorados)
Cristal é o quarto álbum de estúdio da banda portuguesa Ala dos Namorados.

Contém 15 faixas e foi lançado em 2000 pela editora EMI, tendo ainda sido lançada uma edição limitada, com dois CD, em que com um alinhamento ligeiramente diferente e 5 temas extra ("Como seria", "Cliché (Dois em um)", "Ruas e praças, "Estranha vontade" e "À beira da minha rua").
Sendo o último lançamento antes do segundo álbum ao vivo da banda, Ala dos Namorados Ao Vivo No São Luiz, de 2004, este é o trabalho com maior representação na edição ao vivo, com um total de 11 temas, incluindo dois extra da edição limitada.
Quanto à compilação Ala Dos Namorados - Grandes Êxitos, de 2006, podem ser encontrados 3 temas deste quarto álbum ("Alice (Onde estiveres eu estarei lá)", "Siga a marinha" e "Luar um dia"), faltando aquele que pode ser considerado o mais conhecido deste lançamento: "Fim do mundo (e ao cabo do teu ser)".

## Faixas
1. "Razão de ser (e valer a pena)" - 4:13
2. "Fim do mundo (e ao cabo do teu ser)" - 3:01
3. "Alice (Onde estiveres eu estarei lá)" - 3:50
4. "Lua de todos" - 3:32
5. "A rua do gato preto" - 4:24
6. "Café Paraíso" - 4:34
7. "Siga a marinha" - 2:35
8. "Olha por ti" - 3:25
9. "Luar um dia" - 3:27
10. "Fado de amor e pecado" - 7:33
11. "História de pedra" - 3:49
12. "Medo do escuro (com o sol no parapeito)" - 3:31
13. "Canção De Edite" - 6:47